# Sinopodisma
Sinopodisma är ett släkte av insekter. Sinopodisma ingår i familjen gräshoppor.

## Dottertaxa tillSinopodisma, i alfabetisk ordning[1]
- Sinopodisma aurata
- Sinopodisma bidenta
- Sinopodisma daweishana
- Sinopodisma dolichypyga
- Sinopodisma epacroptera
- Sinopodisma fopingensis
- Sinopodisma funiushana
- Sinopodisma furcula
- Sinopodisma guizhouensis
- Sinopodisma hengshanica
- Sinopodisma houshana
- Sinopodisma huangshana
- Sinopodisma jiulianshana
- Sinopodisma kawakamii
- Sinopodisma kelloggii
- Sinopodisma kodamae
- Sinopodisma lushiensis
- Sinopodisma microfurcula
- Sinopodisma pieli
- Sinopodisma protrocula
- Sinopodisma punctata
- Sinopodisma quadraticerus
- Sinopodisma rostellocerca
- Sinopodisma rufofemoralis
- Sinopodisma sanqingshana
- Sinopodisma shennongjiaensis
- Sinopodisma shirakii
- Sinopodisma spinocerca
- Sinopodisma splendida
- Sinopodisma sunzishanensis
- Sinopodisma tsaii
- Sinopodisma tsinlingensis
- Sinopodisma wanxianensis
- Sinopodisma wudangshanensis
- Sinopodisma wulingshana
- Sinopodisma wulingshanensis
- Sinopodisma wuyanlingensis
- Sinopodisma wuyishana
- Sinopodisma yingdensis
- Sinopodisma yunnana
- Sinopodisma zhengi